# Атлас (спутник)
Атлас или Атлант (др.-греч. Ἄτλας) — четвертый по удалённости от планеты естественный спутник Сатурна, известный также как Сатурн XV.

## Открытие
Был обнаружен 12 октября 1980 астрономом Ричардом Дж. Террилом на фотоснимках с космического аппарата «Вояджер-1», получил временное обозначение S/1980 S 28. В 1983 году он получил официальное название в честь титана Атланта (или Атласа) из древнегреческой мифологии .

## Орбита
Атлас совершает полный оборот вокруг Сатурна за 14 часов и 26 минут на расстоянии 137 670 км, причём его орбита проходит прямо по экватору. Наклон орбиты 0,009° к экватору Сатурна, эксцентриситет орбиты 0,0012. Атлас является спутником-«пастухом», воздействуя своей гравитацией на внешний край кольца A. Кроме этого, в 2004 году на его орбите было обнаружено тонкое кольцо R/2004 S 1.

## Физические характеристики
На снимках космического аппарата «Кассини», сделанных в июне 2005 года, видно, что Атлас шире на экваторе, чем на полюсах, и имеет форму летающей тарелки. Предположительно, это вызвано тем, что спутник собрал частицы кольца вокруг своего экватора. Размеры Атласа 37×34×27 км. Плотность составляет 0,63 г/см³, что указывает на то, что спутник состоит в основном изо льда. Альбедо равняется 0,4. Звёздная величина 18,1m.

## Галерея
- Изображение Атласа, сделанное КА «Кассини» 8 июня 2005 года.
- Атлас в делении Роша, промежутке между двумя кольцами Сатурна — А и F. Снимок сделан КА «Кассини» 9 марта 2008.